# Сувача у Кикинди
Сувача у Кикинди је подигнута 1899. године и представља споменик културе од изузетног значаја.
Сувача је суви млин који за млевење житарица користи живи рад. Сама зграда је посебног просторно-конструктивног склопа, условљеног начином покретања млинског механизма. За разлику од зграде исте намене (воденица и ветрењача), са погоном зависним од природних услова (воде и ветра), сувача применом животињске снаге омогућава слободан избор локације и несметан стални рад. Суваче су у Кикинди грађене пре ветрењача. Највећи број сувача у Кикинди забележен је 1847. године, када је њихов број у Кикинди износио 51, а у Великокикиндском диштрикту 252.
Поред кикиндске, у свету постоје још само две сачуване суваче - у мађарском месту Сарваш и у хрватском Отоку.

## Историјат Суваче
У Кикинду је 1899. године у новоизграђену зграду пренет стари механизам купљен у Падеју. До Другог светског рата, Сувача је била у власништву локалних задругара. Пред почетак Другог светског рата, Сувачa је продата Немцу Гашпару Кримеру, а 1945, цео објекат који чине млински простор, погонски простор и млинарев стан је национализован. Исте године, Сувача је и престала са радом.

## Изглед Суваче
Сувача је кружне основе, формиране од 14 опеком зиданих стубова који носе доминантну кровну конструкцију у облику вишестране пирамиде у функцији погонског простора, и двосливно покривеног, правоугаоног дела подељеног на млин и млинареву собу. Бочно уз правоугаони део дозидана је помоћна просторија, а уз северни зид просторија са тремом у њеном продужетку ослоњеним на два стуба. Механизам у кружној просторији покрећу коњи, док се мељава врши у млинском делу у којем су смештени каменови и сита на споју кружне и правоугаоне основе. Распон великог кола износи око 15 метара, обим кола је око 45 метара, а висина у центру пирамиде је 8,55 метара. Кровна конструкција је дрвена, прекривена бибер црепом, као и млински простор и стан млинара. Млински простор је правоугаоне основе, са кровом нижим од крова Суваче. Под је од набијене земље, а зидови од набоја дебљине су 55 цм.

## Начин рада Суваче
Велико коло покретали су коњи. Био је упрегнут најмање један, а највише пет пари коња. Помељари су обично доводили коње. Стаза од цигала, којом су се кретали коњи, посипана је песком, јер је већина помељара била сиромашна, па је доводила непотковане коње. Пар коња могао је за један сат да самеље до 100 кг жита. У Сувачи су стално радила два човека - сувачар и гонич коња. Број гонича повећавао се са бројем упрегнутих коња. Велико коло учвршћено је са 12 паока за централну ваљкасту осовину (попу). На рубу кола са 516 дрвених зубаца, системом зупчаника преноси се енергија два пара камења за мељаву. Доњи део попе је окован, док је горњи део сужен у ваљкасти врат. Лежиште попе је утврђено са две хоризонталне греде. На једној страни лежишта је полуга, учвршћена само на једној страни за хоризонталне греде. Други део се може лако подићи и помоћу канапа ослободити врат попе. На тај начин су коњи увођени у коло. Поред жита, у Сувачи су се млели и паприка, бибер и цимет. У кризним временима, велико коло у сувачама су покретали људи.

## Сувача данас
До средине осамдесетих година двадесетог века, у млинаревом стану живела је породица која је одржавала овај објекат. Конзерваторски и рестаураторски радови извршени су 1990. године. 2013. године, објекат је саниран, замењен је цреп на крову и оспособљена је млинарева соба. Као етно-објекат народне градитељске баштине, Сувача је од непроцењивог значаја за Кикинду и једно од препознатљивих обележја овог града.
- Поглед на Сувачу из Немањине улице
- Унутрашњост Суваче
- Макета суваче, Музеј Војводине, Нови Сад
- Центар кола
- Млински део Суваче